# Leo Ehlen
Leo Ehlen (Sittard, 20 mei 1953 – Sittard, 10 februari 2016) was een Nederlandse voetballer met als positie verdediger, die is opgegroeid in Broeksittard in Zuid-Limburg. Hij begon met voetballen bij RKVV Almania. Zijn profloopbaan begon in het seizoen 1974/75 voor Fortuna SC en ging een seizoen later naar rivaal Roda JC. Hij speelde van het seizoen 1975/76 t/m het seizoen 1983/84 voor Roda JC in Kerkrade, waarvoor hij 233 competitiewedstrijden speelde en 6 doelpunten scoorde. Daarna bouwde hij af via het Belgische Thor Waterschei en in de destijds Hoofdklasse C bij de zondag amateurs van EHC uit Hoensbroek.
Ehlen stond bekend als een niets en niemand ontziende verdediger, die voortdurend de grenzen opzocht. Geliefd bij zijn ploeggenoten, gevreesd door zijn tegenstanders. Een speler die perfect paste bij mijnwerkersclub Roda JC.
Na zijn voetbalcarrière begon Leo Ehlen een café in Broeksittard, een wijk in Sittard dat tot 1942 ook een dorp was.
Hij overleed op 62-jarige leeftijd.